# カンガルー革
カンガルー革（カンガルーがわ）またはカンガルーレザー（英語: Kangaroo leather）は、カンガルーの皮から作られる強靭かつ軽量な革である。
カンガルーは捕獲される。肉と皮の両方が販売される。ほとんどのカンガルー科の種を狩ることは禁止されているものの、生息数が多い少数の大型種は猟師によって商業的に狩られている。この政策は一部の野生動物保護活動家によって批判されてきた。

## 利用

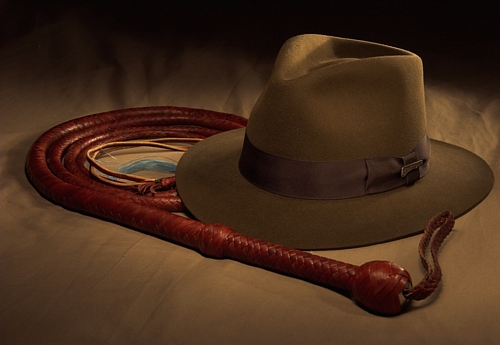
カンガルー革製の鞭。

カンガルー革は様々な靴に使用される。カンガルー革のユニークな構造によって、強度を保ったまま、非常に薄く切ることが可能である。
カンガルー革はバイク用の革ジャケットの製造でも人気があり、その他、自動車の内張り、軍用ブーツ、サッカーシューズ、ファッションアイテムといった多くの用途がある。
カンガルー革は鞭の素材としても選択される。理由は、耐久性を犠牲にすることなく、鞭を柔軟に保つために薄く切ることができるためである。

## 性質
オーストラリア連邦科学産業研究機構（CSIRO）で行われた研究では、カンガルー革が利用可能な同様の物質の中で最も強い革の1つであることが証明された。
薄く分割した時、カンガルー革は、子牛革よりも、分割前の革の元の引張強度をかなり保持している。元の厚さの20%まで分割したカンガルー革は元の引張強度の30から60%を保持する。一方、元の厚さの20%まで分割した子牛革の引張強度は元のわずか1-4%である。
カンガルー革は、牛や山羊の革よりも軽く、強い。引っ張り強度は牛の10倍、山羊の1.5倍である。
カンガルー革の形態学的研究によりその特性を説明することができる。牛革中のコラーゲン線維の束は複雑な織物パターンで配置されている。コラーゲン線維は皮の表面に対して90度程度の角度にあることが多い。牛皮は汗腺、立毛筋、エラスチン量の独特な段階的変化（皮の上部に集中している）も含んでいる。他方で、カンガルー皮は表面に対して平行な高い均一な方向性を持つ線維の束を持つことが示されている。カンガルー革は汗腺や立毛筋を含んでおらず、エラスチンは革の厚さ全体にわたって均等に分布している。この構造的均一性は、丸革の高い引っ張り強度と床革が強度をよく保持していることの両方を説明する。牛皮は断面がかなり複雑である。全体の中で、多くのより弱い箇所があり、張力を掛けられた時にそこから裂け始めてしまう。加えて、分割される時に皮表面と大きな角度で交わるコラーゲン線維が切断されるため、弱点となる。

## 環境面
オーストラリアのカンガルー産業は、カンガルーの捕獲が持続可能で人道的であることを保証することを目的とした政府が管理する厳しい管理計画の下で、野生地から捕獲された動物から幅広い肉および皮製品を生産している。オーストラリアの生態学者の幅広い層が、持続可能で環境的に賢明であるとしてカンガルー産業を支持している。多くは、オーストラリア原産のカンガルーは、ヒツジやウシを導入するよりも環境にやさしい家畜の選択肢である、と主張している。
カンガルーの、ヨーロッパの畜産動物よりもより優れた生態的適合の2つの最も重要な面は、オーストラリアの乾燥に対する畜産動物の適応と関連している。カンガルーは胸の発達が小さく、有胎盤哺乳類よりも呼吸するためにより少量の水しか必要としない。有胎盤哺乳類は通常呼吸するために膜を広げなければならず、呼吸中により多くの水分を失う。カンガルーは動いていない時は小さくハアハア息をしているだけで、動いている時は脚の筋肉を効果的に使って肺を膨張、収縮させている。腹はバタバタ動き、肺を膨張、収縮させる。
カンガルーの足は柔く、蹄を持つウシやヒツジのように地面を圧縮しない。代わりに、カンガルーがピョンピョン跳躍すると、地面や乾いた粘土質土壌にさえも非常に小さなお碗形のへこみが残される。このへこみに野草の種が落ちると風で飛ばされなくなる。そのため、お碗形は水分を集め、草の種は発芽することができる。そのため、カンガルーはウシやヒツジよりも地下水の枯渇に対して影響が小さく、水飲み池なしで生きていくことさえできる。乾燥地の家畜としてヒツジやウシをカンガルーと置き換えるという生態学的主張は説得力があるが、カンガルーは家畜化されておらず繁殖成功率も低いという反対意見もある。